# Liga Placo Fútbol Indoor 2010
La Liga Placo 2010 de Fútbol Indoor se desarrolló durante el primer semestre de 2010.
La liga constaba de 18 jornadas y 9 equipos. La liga se desarrolla en 8 partidos, enfrentando a todos los equipos una vez. Un equipo ejerce como local en 4 partidos (escogiendo sede del partido, habitualmente la ciudad del mismo) y otros cuatro de visitante. Los 4 primeros equipos de los 9, se clasifican para la Copa de España 2010 de Fútbol Indoor (con formato del tipo KO). Los equipos participantes son los que han ganado la Primera División de España al menos en una ocasión. Estos equipos son: 
- Athletic Club
- Real Madrid
- FC Barcelona
- Sevilla FC
- Deportivo de la Coruña
- Atlético de Madrid
- Valencia CF
- Real Sociedad
- Real Betis

Estos equipos deben estar compuesto por exjugadores del primer equipo mayores de 35 años, pudiendo haber 2 jugadores entre 30 y 35 años como excepción por equipo.

## Partidos
| Jor. | Ciudad                     | Fecha      | Hora  | Local                  | Visitante              | Resultado |
| ---- | -------------------------- | ---------- | ----- | ---------------------- | ---------------------- | --------- |
| 1    | Bilbao                     | 15/01/2010 | 20:00 | Athletic Club          | Real Madrid            | 8-12      |
| 1    | Calafell                   | 15/01/2010 | 20:00 | FC Barcelona           | Sevilla FC             | 9-7       |
| 2    | La Coruña                  | 22/01/2010 | 19:00 | Deportivo de la Coruña | Athletic Club          | 7-16      |
| 2    | Guadalajara                | 22/01/2010 | 20:30 | Atlético de Madrid     | Real Betis             | 10-10     |
| 3    | Alcalá de Guadaira         | 29/01/2010 | 19:00 | Sevilla FC             | Valencia CF            | 9-8       |
| 3    | Orense                     | 29/01/2010 | 20:00 | Real Madrid            | Deportivo de la Coruña | 6-15      |
| 4    | Amate                      | 05/02/2010 | 19:00 | Real Betis             | Sevilla FC             | 10-6      |
| 4    | Bilbao                     | 05/02/2010 | 20:30 | Athletic Club          | Atlético de Madrid     | 10-9      |
| 5    | Tres Cantos                | 12/02/2010 | 19:00 | Atlético de Madrid     | FC Barcelona           | 12-11     |
| 5    | Aldaya                     | 12/02/2010 | 20:00 | Valencia CF            | Real Sociedad          | 13-12     |
| 6    | San Sebastián              | 19/02/2010 | 19:00 | Real Sociedad          | FC Barcelona           | 15-11     |
| 6    | La Coruña                  | 19/02/2010 | 20:30 | Deportivo de la Coruña | Real Betis             | 10-7      |
| 7    | Torrelodones               | 26/02/2010 | 19:00 | Atlético de Madrid     | Valencia CF            | 19-4      |
| 7    | Estepa                     | 26/02/2010 | 20:30 | Sevilla FC             | Athletic Club          | 9-8       |
| 8    | Torrejón                   | 05/03/2010 | 19:00 | Real Madrid            | Sevilla FC             | 10-9      |
| 8    | Bilbao                     | 05/03/2010 | 20:30 | Athletic Club          | Real Sociedad          | 9-7       |
| 9    | Torrente                   | 12/03/2010 | 19:00 | FC Barcelona           | Valencia CF            | 9-15      |
| 9    | Écija                      | 12/03/2010 | 20:00 | Sevilla FC             | Deportivo de la Coruña | 9-14      |
| 10   | La Coruña                  | 19/03/2010 | 19:00 | Deportivo de la Coruña | Real Sociedad          | 8-6       |
| 10   | Los Palacios y Villafranca | 19/03/2010 | 20:00 | Real Betis             | Athletic Club          | 11-10     |
| 11   | Madrid                     | 26/03/2010 | 19:00 | Real Madrid            | Atlético de Madrid     | 13-9      |
| 11   | El Puig                    | 26/03/2010 | 20:00 | Valencia CF            | Real Betis             | 5-11      |
| 12   | Barcelona                  | 09/04/2010 | 19:00 | FC Barcelona           | Real Madrid            | 12-13     |
| 12   | San Sebastián              | 09/04/2010 | 20:00 | Real Sociedad          | Real Betis             | 10-10     |
| 13   | Torrelodones               | 16/04/2010 | 19:00 | Real Madrid            | Valencia CF            | 14-12     |
| 13   | San Sebastián              | 16/04/2010 | 20:00 | Real Sociedad          | Sevilla FC             | 9-8       |
| 14   | Bilbao                     | 23/04/2010 | 20:00 | Athletic Club          | FC Barcelona           | 15-14     |
| 14   | Valencia                   | 23/04/2010 | 20:00 | Valencia CF            | Deportivo de la Coruña | 6-15      |
| 15   | Sevilla                    | 30/04/2010 | 20:00 | Real Betis             | Real Madrid            | 14-12     |
| 15   | Espartinas                 | 30/04/2010 | 20:00 | Sevilla FC             | Atlético de Madrid     | 10-8      |
| 16   | La Coruña                  | 07/05/2010 | 20:00 | Deportivo de la Coruña | Atlético de Madrid     | 13-10     |
| 16   | Sevilla                    | 07/05/2010 | 20:00 | Real Betis             | FC Barcelona           | 13-9      |
| 17   | San Sebastián              | 14/05/2010 | 20:00 | Real Sociedad          | Real Madrid            | 6-6       |
| 17   | Calafell                   | 14/05/2010 | 20:00 | FC Barcelona           | Deportivo de la Coruña | 9-10      |
| 18   | Madrid                     | 21/05/2010 | 20:00 | Atlético de Madrid     | Real Sociedad          | 9-11      |
| 18   | Gandía                     | 21/05/2010 | 20:00 | Valencia CF            | Athletic Club          | 18-16     |

## Clasificación
| Pos. | Equipo                 | PJ | PG | PE | PP | GF  | GC  | Dif | Puntos |
| ---- | ---------------------- | -- | -- | -- | -- | --- | --- | --- | ------ |
| 1    | Deportivo de la Coruña | 8  | 8  | 0  | 0  | 101 | 60  | +41 | 24     |
| 2    | Real Betis             | 8  | 5  | 2  | 1  | 86  | 72  | +14 | 17     |
| 3    | Real Madrid            | 8  | 5  | 1  | 2  | 86  | 86  | +1  | 16     |
| 4    | Real Sociedad          | 8  | 3  | 2  | 3  | 76  | 74  | +2  | 11     |
| 5    | Sevilla FC             | 8  | 3  | 0  | 5  | 67  | 76  | -9  | 9      |
| 6    | Athletic Club          | 8  | 3  | 0  | 5  | 83  | 96  | -13 | 9      |
| 7    | Valencia CF †          | 8  | 3  | 0  | 5  | 81  | 105 | -24 | 9      |
| 8    | Atlético de Madrid     | 8  | 2  | 1  | 5  | 86  | 82  | +4  | 7      |
| 9    | FC Barcelona           | 8  | 1  | 0  | 7  | 84  | 100 | -16 | 3      |

     Equipos clasificados para la Copa de España Vodafone de 2010, en la que resultó ganador el Deportivo de la Coruña.
† El Valencia C.F. se clasificó en calidad de equipo organizador.
- Datos: Q5975818